# Дино Псарас
Дино Псарас (право име Константинос Псарас) је извођач психоделичног тренса из Велике Британије, грчког порекла.

## Биографија
Први контакт са ди-џејинг петнаестогодишњи Дино је имао 1988. године на underground есид-хаус журкама. У раним деведесетим радио је као ди-џеј на хардкор техно журкама са именима као што су Mr C, Weatherall, Groove Rider, Todd Terry, Tony Humphries, Adamski и Carl Cox. У то време је био и резидент у клубу Baba G’s (Massive Attack) у Бристолу и редовно је био гост DIY фестивала и Tonka журки. 1992. је Дино био позван на Primal Scream’s Screamadelica турнеју са Полом Оукенфолдом и Марком Муром. Онда је добио место међу 20 најперспективнијих хаус ди-џејева света у гласању које је организовао MixMag.
Следеће године, Дино је путовао у Индију где је открио психоделични тренс, који је направио промену у његовој музичкој дирекцији. У Лондону је касније срео Youth-а који га је начинио првим Dragonfly диџејем. Док је радио за ову кућу Дино је такође срео друге талентоване извођаче као што су Мартин Фриленд (Man With No Name), Бен Воткинс (Juno Reactor) и Сајмон Посфорд (Hallucinogen), и одлучио је да не само пушта музику, већ и да је прави. Док је био у три пројекта: Phreaky, Cydonia и Ayahuasca, Дино је успео да направи сопствени стил тренса. Као члан пројекта Ayahuasca (са Joti Sidhu-ом и Steve Ronan-ом) урадио је ремикс траке „Rise“, првог издања Paul Oakenfold за његову издавачку кућу Perfecto Fluoro.
Није прошло много док Дина нису препознали као једног од најбољих диџејева на сцени. Од 1994. наовамо Дино је радио по целом свету: У Аустралији, на првој Rainbow Serpent журки, У Америци на фестивалу Burning Man 1995. и 1996, на берлинској Love Parade и такође на разним отвореним и затвореним просторима у Јужној Африци, Бразилу, Русији, Паризу, Израелу, Јапану, Београду и Гои. За све ово време, наравно, наступао је и у свом Брајтону са Свеном Фетом.
У Лондону је отворио сопствени клуб, "ACID – A Concept In Dance" са Ian St. Paul-ом (Spectrum, Future) and Mike Maguire-ом (Juno Reactor), и овај клуб је био препознат као једно од првих тренс места у Лондону. Легендарна истоимена издавачка кућа је створена и издавала је прве траке извођача као што су Man With No Name, Paul Jackson, Universal Sound, Cydonia, Ayahuasca and Psychaos. Чувени албум "A.C.I.D." је и даље један од најпродаванијих тренс албума. Негде у ово време је Дино упознао неке од главних извођача на сцени: Juno Reactor, Koxbox, Total Eclipse, Man With No Name са старим пријатељем Сајмоном Гахаријем (Simon Ghahary), оснивачем Blue Room-а и дизајнером Pod серије звучника. Такође је међу првима потписао уговор са овом кућом и касније је издао свој први Cydonia албум. Заједно са братом и два друга партнера основао је сопствену издавачку кућу – Atomic, да би се разликовао и унапредио своје музичке квалитете. Имао је намеру да оствари звук високог квалитета, супротан оном који је тада био познат под називом гоа тренс, који је био слабо заступљен. Atomic кућа је издала траке извођача као што су Tim Schulz, Morphem, Semsis, Man With No Name, Cydonia и Tortured Brain (Динов први соло пројекат) пре него што је била затворена због невоља са дистрибуцијом. Ипак су успели да издају компилацију "Kiss The Future", заједно са још девет албума различитог музичког жанра, од chill-out-а до техна. Динов први албум – "Dino Psaras – Lick It", који је издала кућа Octava Records; представља збирку разноликих трака. Већина представља соло остварења али постоје и колаборације са Man With No Name-ом, X Dream-ом и Raz Helalat-ом.

## Пројекти

### Bullet Proof
Састав Dino Psaras, Richard Kegg, Ian Rive, Razak Helalat чини пројекат "Bullet Proof". Они су издали неколико трака, као што су "Bolivia", "The Serpent" и друге.

### Krome Angels
Нови пројекат са Шантијем (Shanti Matkin) и Дадом (Frederic Holyszewski – Dado/Synthetic/Deedrah), основан 2005. Издали су албум "Modern Day Classics".

## Дискографија

### Албуми
Соло албуми
- 1. Dino Psaras - Lick It (Oktava Records)
- 2. Dino Psaras - Where Words Fail Music Speaks	(Boa Group Records)

Са Krome Angels
- 1. Krome Angels - Modern Day Classics (Boa Group Records)